# Eddie Adams

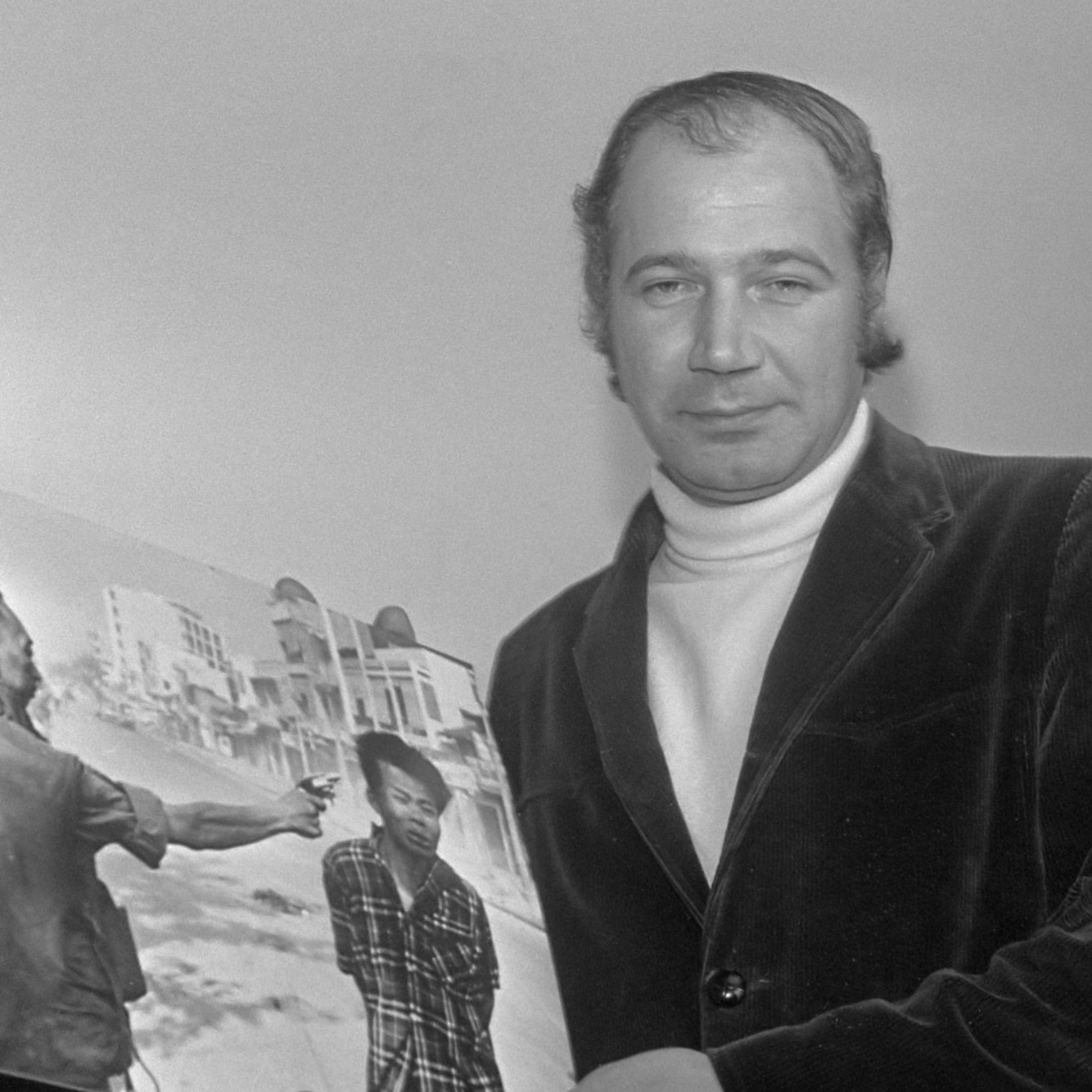
Eddie Adams år 1969 med det berömda fotografiet.

Edward Thomas "Eddie" Adams, född 12 juni 1933 i New Kensington i Pennsylvania, död 19 september 2004 i New York, var en internationellt uppmärksammad amerikansk fotograf. 
Adams dokumenterade tretton krig, bland annat Vietnamkriget. Bilden där Saigons polischef Nguyễn Ngọc Loan på öppen gata skjuter ihjäl FNL-fången Nguyễn Văn Lém den 1 februari 1968 renderade Adams Pulitzerpriset samma år. Bilden fick människor världen över att ifrågasätta Amerikas roll i Vietnamkriget. 